# Norgesmesterskapet 1949
La Norgesmesterskapet 1949 di calcio fu la 44ª edizione del torneo. La squadra vincitrice fu il Sarpsborg, che vinse la finale contro lo Skeid con il punteggio di 3-1.

## Risultati

### Terzo turno
| Squadra 1        | Risultato      | Squadra 2   |
| ---------------- | -------------- | ----------- |
| Sparta Sarpsborg | 0 - 1          | Frigg       |
| Fredrikstad      | 2 – 0          | Borg        |
| Sagene           | 1 – 1 (d.t.s.) | Mjøndalen   |
| Lyn Oslo         | 1 - 2          | Jevnaker    |
| Drammens         | 4 – 3          | Selbak      |
| Kapp             | 1 - 4          | Vålerengen  |
| Fram Larvik      | 1 – 0          | Drafn       |
| Odd              | 0 - 1          | Sarpsborg   |
| Ørn              | 5 – 1          | Snøgg       |
| Stavanger        | 1 – 1 (d.t.s.) | Sandefjord  |
| Brann            | 4 – 2          | Flekkefjord |
| Årstad           | 1 - 3          | Skeid       |
| Ulf              | 2 – 1          | Viking      |
| Kristiansund FK  | 4 – 3          | Falken      |
| Aalesund         | 1 - 3          | Kvik        |
| Freidig          | 3 – 2          | Nessegutten |

#### Ripetizione
| Squadra 1     | Risultato | Squadra 2 |
| ------------- | --------- | --------- |
| Mjøndalen     | 2 – 1     | Sagene    |
| Sandefjord BK | 1 – 0     | Stavanger |

### Quarto turno
| Squadra 1     | Risultato      | Squadra 2       |
| ------------- | -------------- | --------------- |
| Sarpsborg     | 8 – 1          | Ulf             |
| Frigg         | 2 – 0          | Ørn             |
| Skeid         | 8 – 0          | Kristiansund FK |
| Vålerengen    | 5 – 1          | Brann           |
| Jevnaker      | 1 – 0 (d.t.s.) | Fram Larvik     |
| Mjøndalen     | 1 – 1 (d.t.s.) | Freidig         |
| Sandefjord BK | 2 - 3          | Drammens        |
| Kvik          | 0 - 1          | Fredrikstad     |

#### Ripetizione
| Squadra 1 | Risultato | Squadra 2 |
| --------- | --------- | --------- |
| Freidig   | 1 - 2     | Mjøndalen |

### Quarti di finale
| Squadra 1   | Risultato      | Squadra 2  |
| ----------- | -------------- | ---------- |
| Jevnaker    | 1 – 1 (d.t.s.) | Vålerengen |
| Drammens    | 2 - 5 (d.t.s.) | Skeid      |
| Fredrikstad | 2 – 1          | Frigg      |
| Sarpsborg   | 3 – 1          | Mjøndalen  |

#### Ripetizione
| Squadra 1  | Risultato | Squadra 2 |
| ---------- | --------- | --------- |
| Vålerengen | 3 – 1     | Jevnaker  |

### Semifinali
| Squadra 1 | Risultato      | Squadra 2   |
| --------- | -------------- | ----------- |
| Skeid     | 2 – 2 (d.t.s.) | Fredrikstad |
| Sarpsborg | 1 – 0          | Vålerengen  |

#### Ripetizione
| Squadra 1   | Risultato | Squadra 2 |
| ----------- | --------- | --------- |
| Fredrikstad | 1 - 2     | Skeid     |

### Finale
| Arbitro: | Hagajore |

|                                    |           |               |
| Yven 55’ K. Andersen 80’ Olsen 81’ | Marcatori | 25’ Mathiesen |

#### Formazioni
| Sarpsborg     |  |                  |
|               |  |                  |
|               |  | Hjalmar Minge    |
|               |  | Finn Moen        |
|               |  | Olaf Johansen    |
|               |  | Gunnar Hansen    |
|               |  | Gunnar Eide      |
|               |  | Einar Fredriksen |
|               |  | Arne Olsen       |
|               |  | John Mathiesen   |
|               |  | Villy Andresen   |
|               |  | Harry Yven       |
|               |  | Knut Andersen    |
| Allenatore:   |  |                  |
| Vilém Červený |  |                  |